# Трёхсотлетие царствования дома Романовых (книга)
Юбилейное историческое и художественное издание в память 300-летия царствования державного Дома Романовых — книга, выпущенная в Москве издателем М. С. Гугелем в 1913 г., когда в Российской империи отмечалось трехсотлетие царской династии Романовых.

## Описание
Издание, содержащее 614 страниц, отпечатано в типографии В. М. Саблина по адресу: Москва, Петровка, 26. Клише для фотографий были исполнены фото-цинкографией «Генегар и Ко» по адресу: Москва, Большая Дмитровка, 26. Тираж не указан.
Книгу открывают очерки «Предки царствующего дома», в котором приведена родословная предков Романовых, и «Смутное время». Затем идут очерки, описывающие в хронологическом порядке царствование русских царей, начиная с Михаила Федоровича и заканчивая действующим императором Николаем II. Далее помещены разделы: «Духовенство», «Центральная и местная администрация», «Армия и флот», «Наука, литература и искусство», «Спорт», «Финансы, торговля и промышленность». В этих разделах приведены краткие биографии и портреты выдающихся государственных деятелей, военачальников, учёных, меценатов, медиков, педагогов, представителей искусства, спорта и духовенства, купцов, промышленников и предпринимателей Российской империи конца XIX — начала XX веков — таким образом, издание представляет собой своеобразную биографическую энциклопедию выдающихся граждан Российской империи.
Завершает издание раскладной лист с родословной таблицей рода Романовых.
Про издателя книги, Михаила Сергеевича Гугеля (1880–?), известно, что после 1917 года он, будучи следователем Московского ревтрибунала, был осуждён за взятки.